# Plages de La Réunion

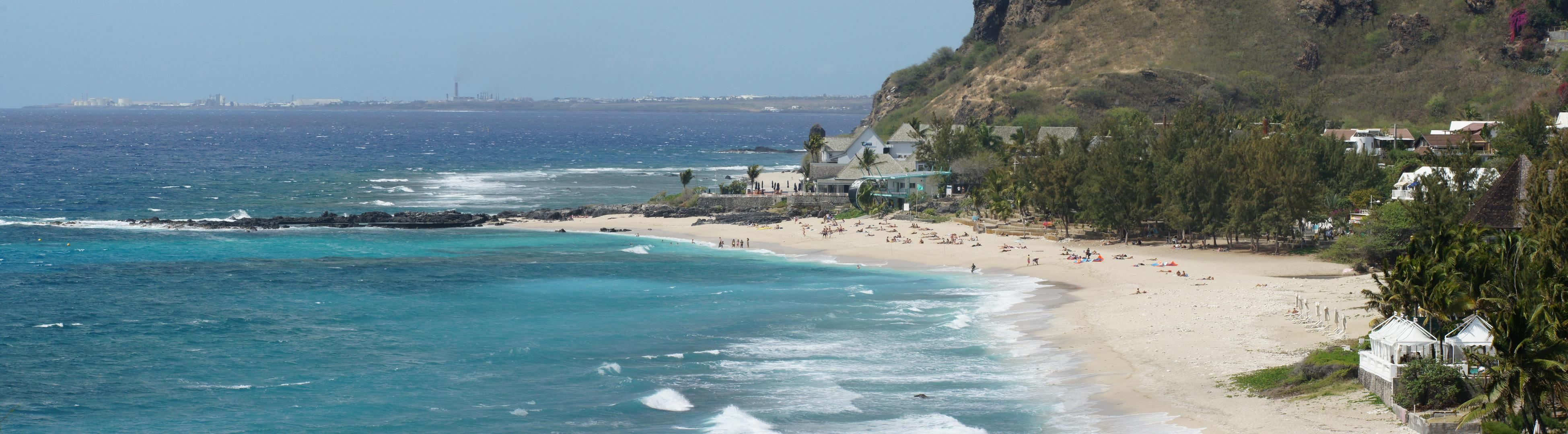
Panorama de la plage de Boucan Canot depuis le cap Homard : une plage de sable blanc (corallien).

Les plages de La Réunion sont des plages de l'océan Indien formées sur les côtes de La Réunion.

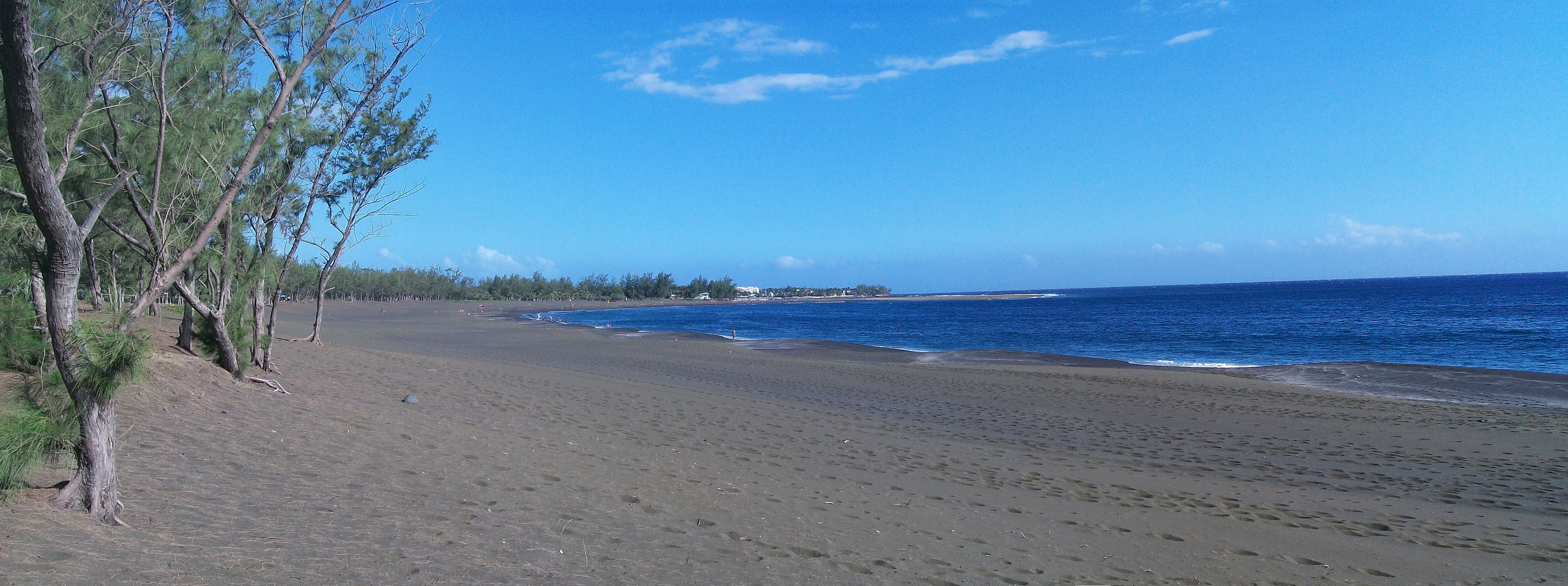
panorama de la plage de l’Étang-Salé : une plage de sable noir (volcanique).

## Description

### La côte
La jeunesse de l'île de La Réunion (3 millions d'années) est la cause de la faible surface occupée par les formations coralliennes, âgées de 8 000 ans, se présentant pour la plupart sous la forme de récifs frangeants,. En conséquence, les côtes à développement corallien plus important (comme l'Ermitage) présentent un sable blanc corallien, alors que les zones plus minérales (comme l’Étang-Salé) présentent un sable volcanique noir, et parfois doré du fait de la plus grande dureté des cristaux d'olivine présents dans la lave. 
Deux types de littoraux sont présents à La Réunion : ceux protégés par une barrière de corail, peu profonds, calmes et chauds, et caractérisés par un sable blanc d'origine organique, et les littoraux ouverts sur le large, aux eaux plus froides, plus rapidement profondes et surtout agitées de vagues plus puissantes (rendant parfois la baignade totalement impossible), caractérisés par une roche ou un sable noir,  d'origine volcanique. Certaines plages comme celle de l'Étang-Salé sont à mi-chemin entre ces deux états, suivant les endroits. La présence d'une barrière brisant les vagues est bien entendu déterminante pour la pratique du surf, qui ne peut être pratiqué qu'en certains sites précis.

### Les lagons
Les formations récifales délimitent des « lagons » (il s'agit plus techniquement de « dépressions d'arrière-récif »,) peu profonds dont le plus grand ne dépasse pas 200 m de large, pour 1 à 2 m de fond environ. Ces lagons, qui forment une ceinture récifale discontinue de 25 km de long (soit 12 % du littoral de l'île) pour une surface totale de 12 km2,, sont situés sur la côte ouest et sud-ouest de l’île. 
Les plus importants sont ceux de L’Ermitage (St Gilles), St Leu, L'Étang-Salé et St Pierre. 
Mais il existe aussi des plates-formes récifales attenantes à ces lagons (Grand Fond ou Terre Sainte par exemple) ou isolées (La Souris Chaude ou Grande Anse, par exemple), de taille plus modeste et dont la barrière est souvent rocailleuse. 
Les platiers sont étroits et les tombants en arrière des barrières coralliennes plongent rapidement à des profondeurs importantes. S'il existe plusieurs compartiments récifaux de petite taille, le principal se situe dans l'ouest de l'île, dans la région de Saint-Gilles les Bains, et a une superficie de quelques kilomètres carrés. 
Les lagons de L’Ermitage, St Leu et L'Étang-Salé sont protégés par la réserve naturelle marine de La Réunion (RNMR), d’une surface de 3500 hectares, créée en février 2007.
La température de l'eau des lagons varie entre 22 et 30 °C,. Au niveau de la faune, les récifs coralliens de la Réunion, aussi bien au niveau des platiers que des barrières, sont dominés par des espèces de corail branchu à croissance rapide du genre Acropora (famille des Acroporidae).
Malgré la faible surface des récifs coralliens, la biodiversité marine de la Réunion est comparable aux autres îles du secteur, qui vaut à l'archipel des Mascareignes son inscription parmi les 10 principaux « hot spots » de biodiversité mondiale.

#### Les requins
Les requins n'entrent que très exceptionnellement dans les lagons réunionnais (grandes marées, houles importantes). Surpris ensuite par la faible profondeur à marée basse ils cherchent à en sortir et, stressés, ne développent pas de comportements alimentaires ni territoriaux, et ne sont donc pas agressifs. Il n’y a jamais eu d’incident à déplorer avec des squales dans les lagons de La Réunion. 
En revanche, les requins sont plus facilement présents dans les passes ou près des plages sans barrière de corail : c'est dans ces endroits que peuvent survenir des accidents, heureusement fort rares (sites dangereux, eaux agitées, proximité des ports...). Moins d'une attaque mortelle est recensée par an à la Réunion, ce qui fait beaucoup moins que les accidents de plongée, de surf ou les simples noyades de baigneurs.

## Liste non exhaustive des principales plages
- Plage de Boucan Canot, à Saint-Paul.
- Plage des Brisants, à Saint-Paul.
- Plage de l'Ermitage, à Saint-Paul.
- Plage de L'Étang-Salé, à L'Étang-Salé.
- Grande Anse, à Petite-Île.
- Plage des Roches Noires, à Saint-Paul.
- Plage de Saint-Pierre, à Saint-Pierre.
- Plage de la Souris Chaude, à Trois-Bassins.
- Plage du Tremblet, à Saint-Philippe.

## Illustrations
Ces vues mettent en évidence la faible distance entre les barrières récifales (quand elles sont présentes) et la côte, caractéristique des « lagons » réunionnais, qui sont en fait des récifs frangeants. Chacun a ses particularités, morphologiques, hydrologiques, etc., ce qui influe sur l'atmosphère de chaque site.

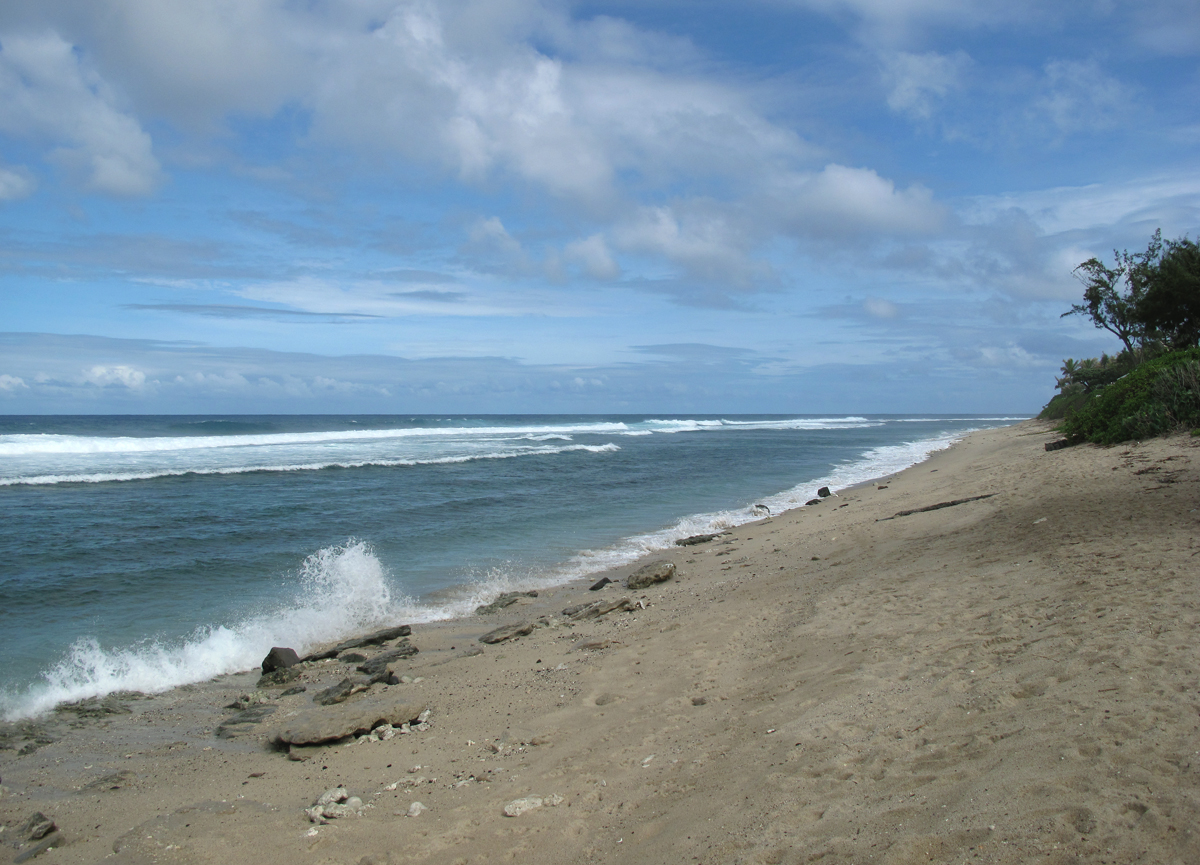
Le lagon de Grand Fond (commune de Saint-Paul)
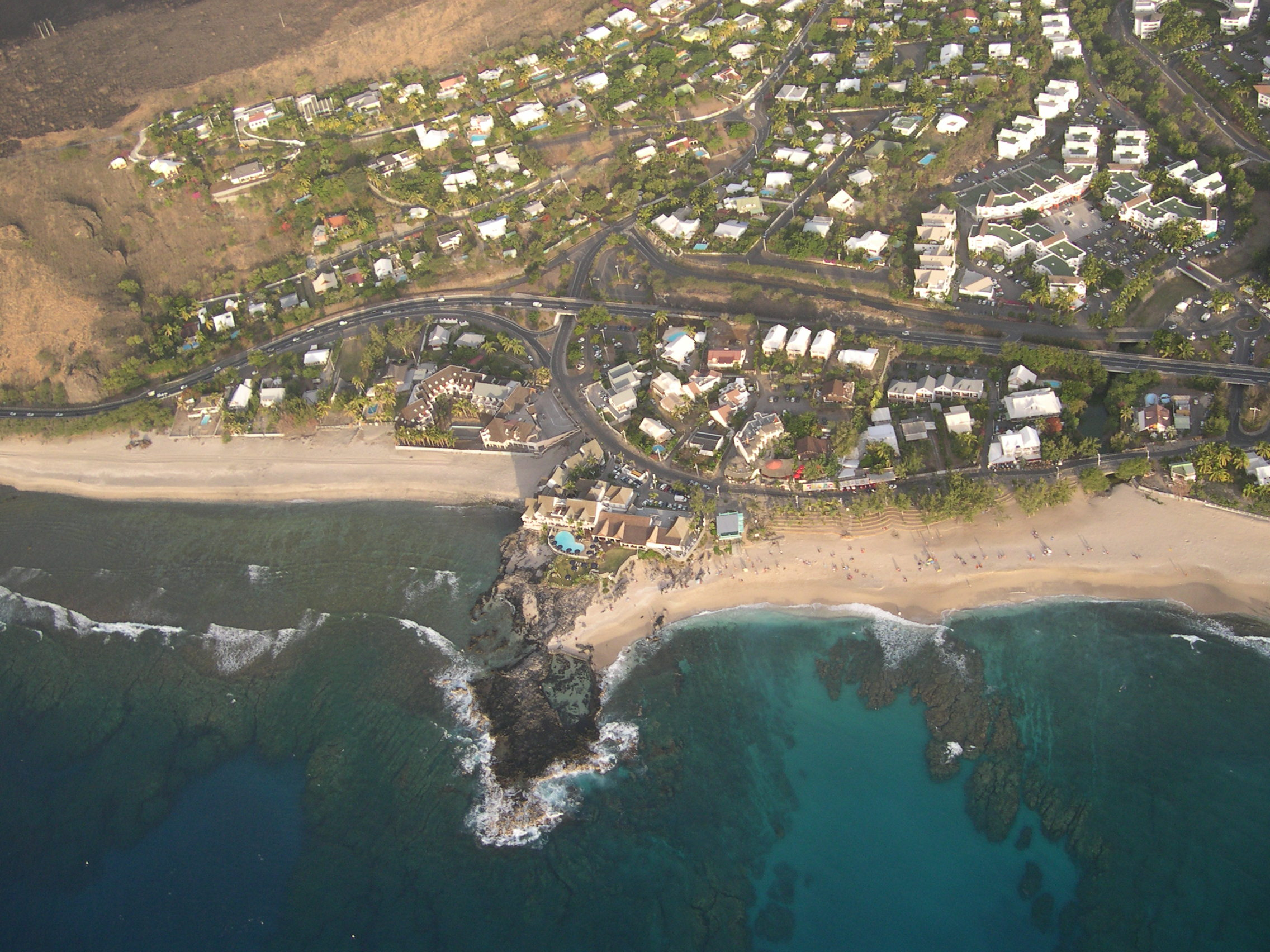
Vue aérienne de la plage de Boucan Canot
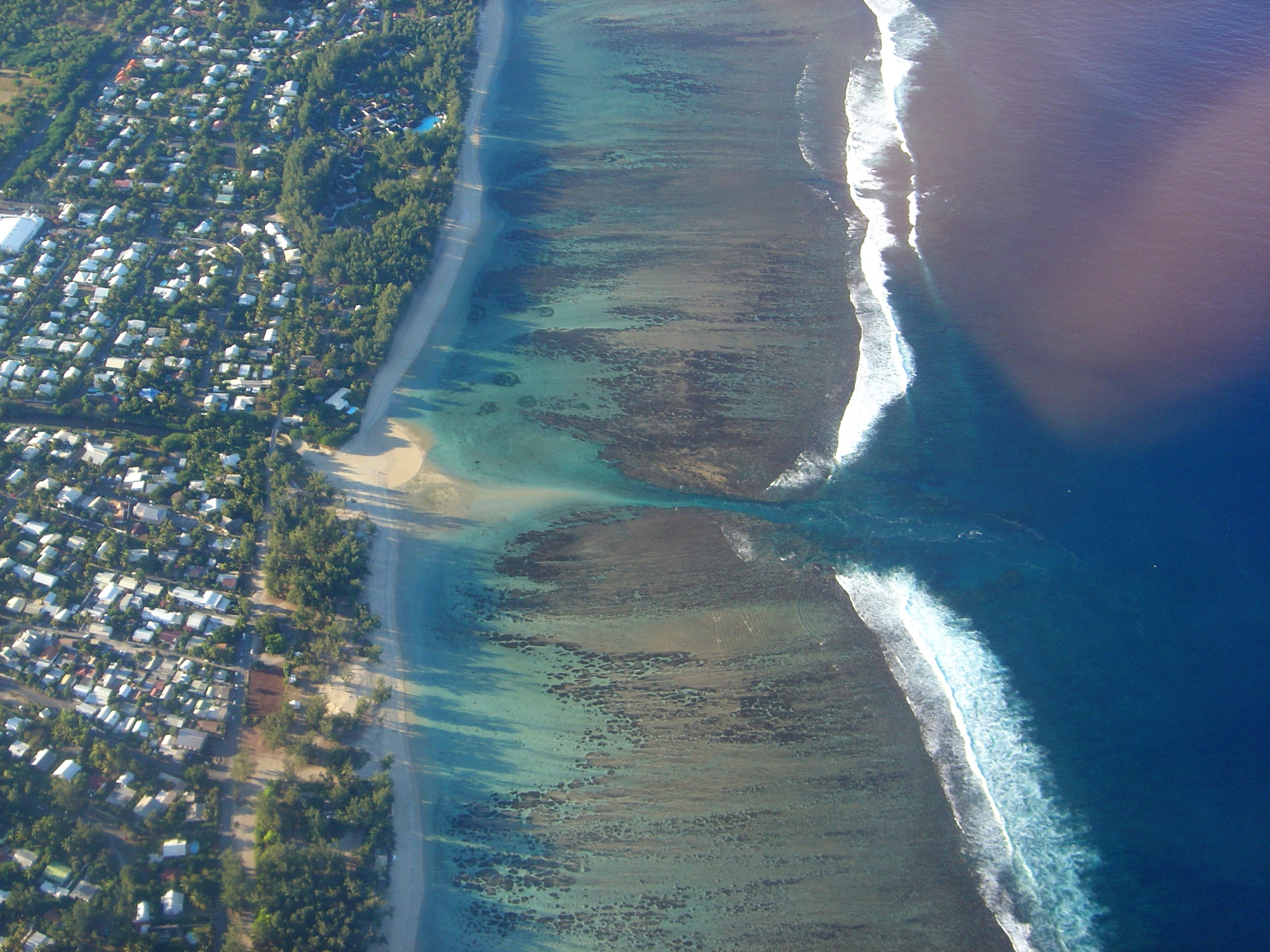
Le lagon de l'Ermitage et sa passe.
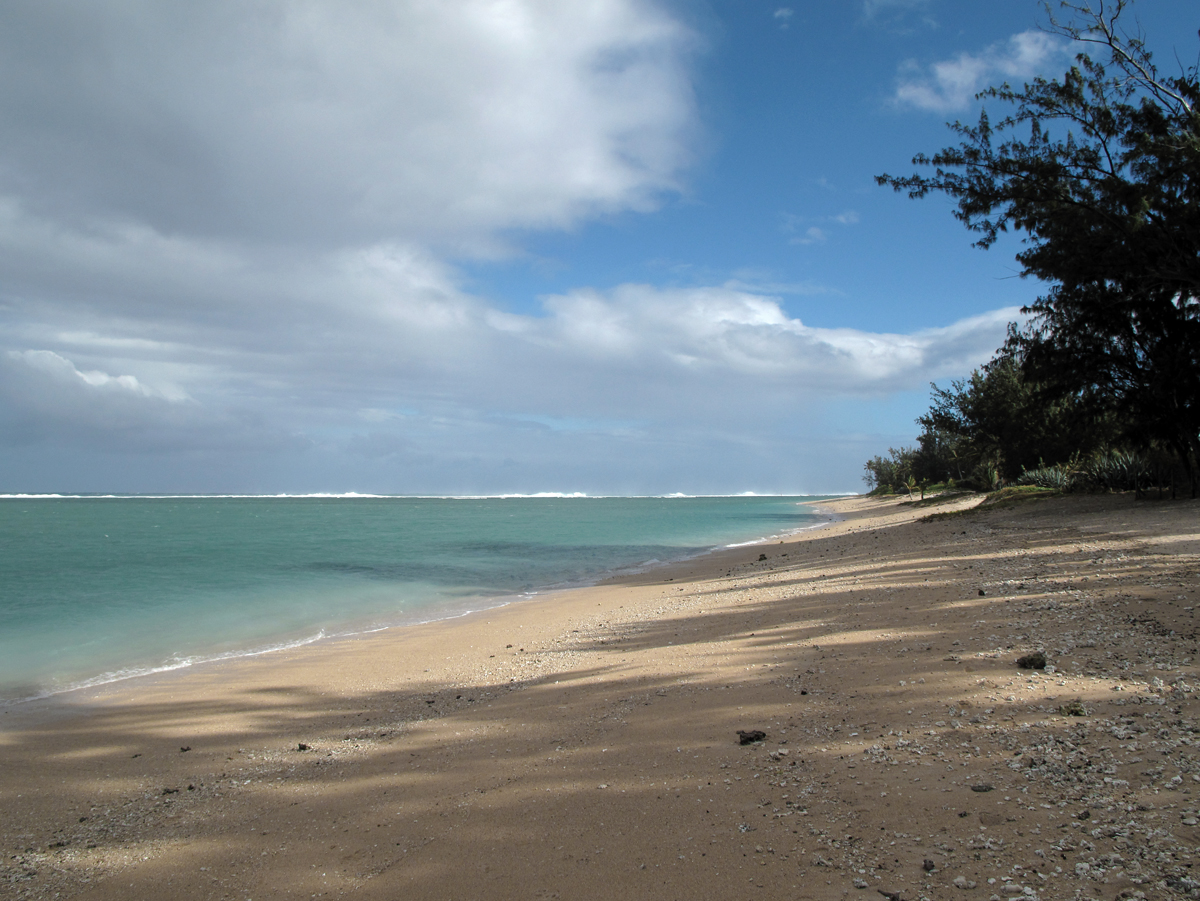
Vue du lagon de L'Ermitage au matin.
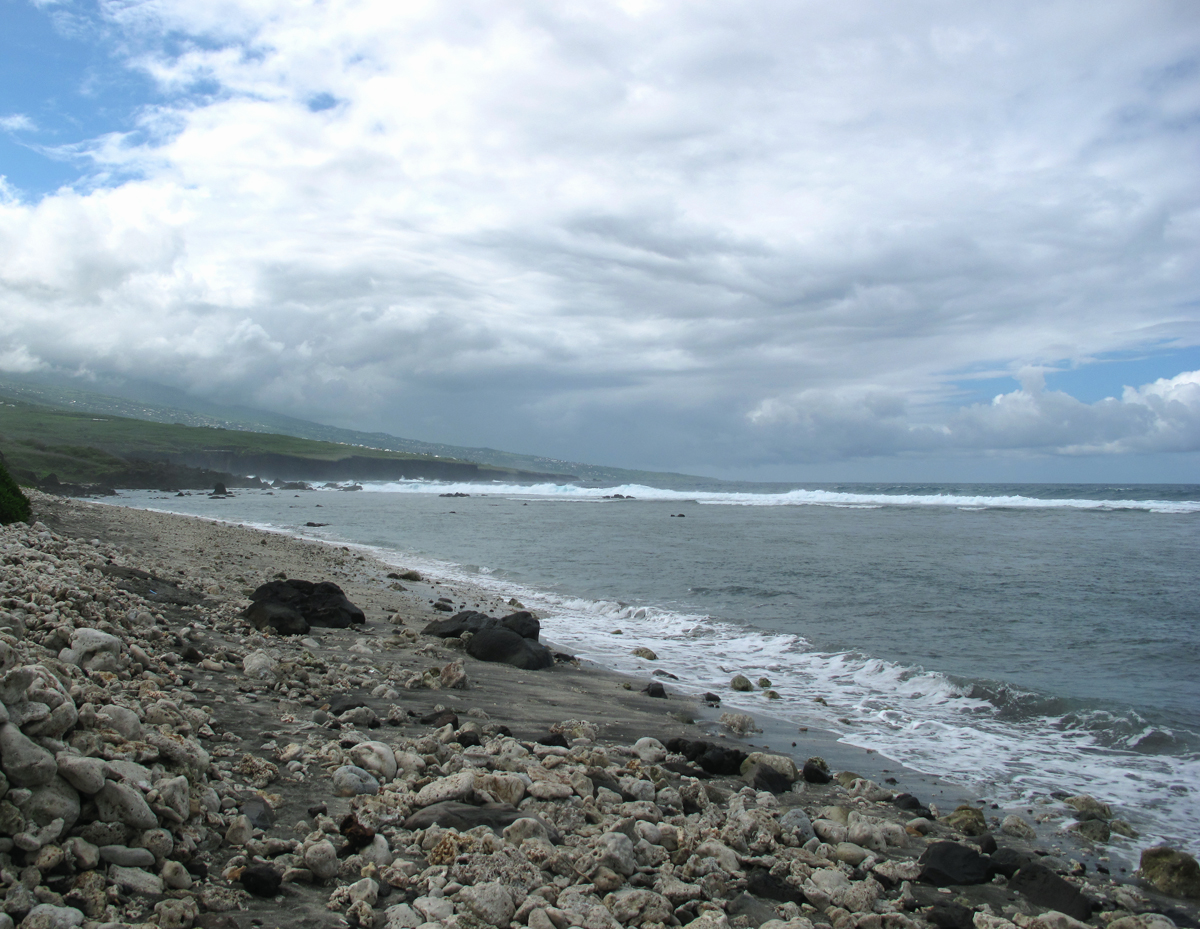
Le lagon de La Souris Chaude (commune de Trois-Bassins)
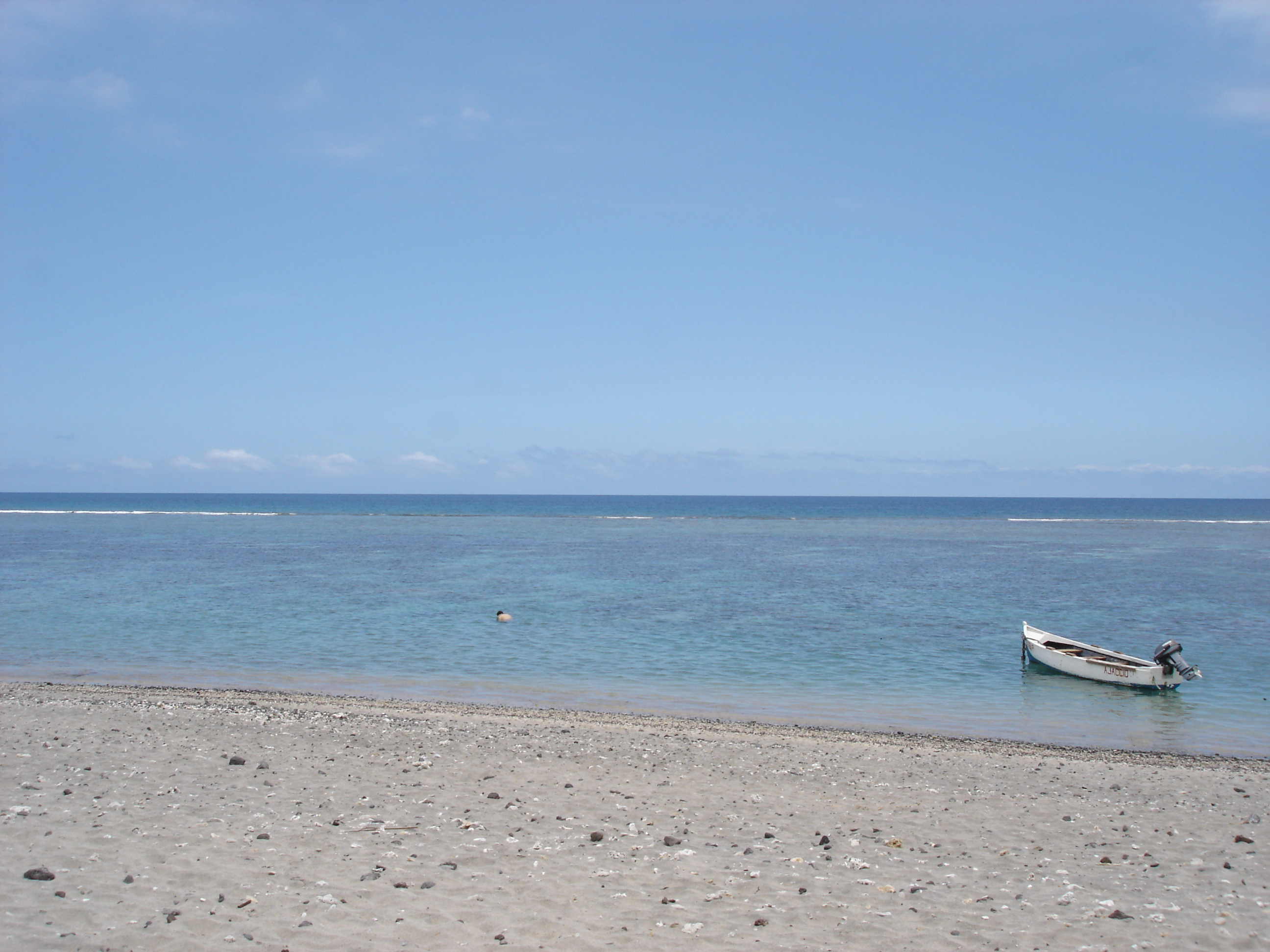
Vue du lagon de Saint-Leu.
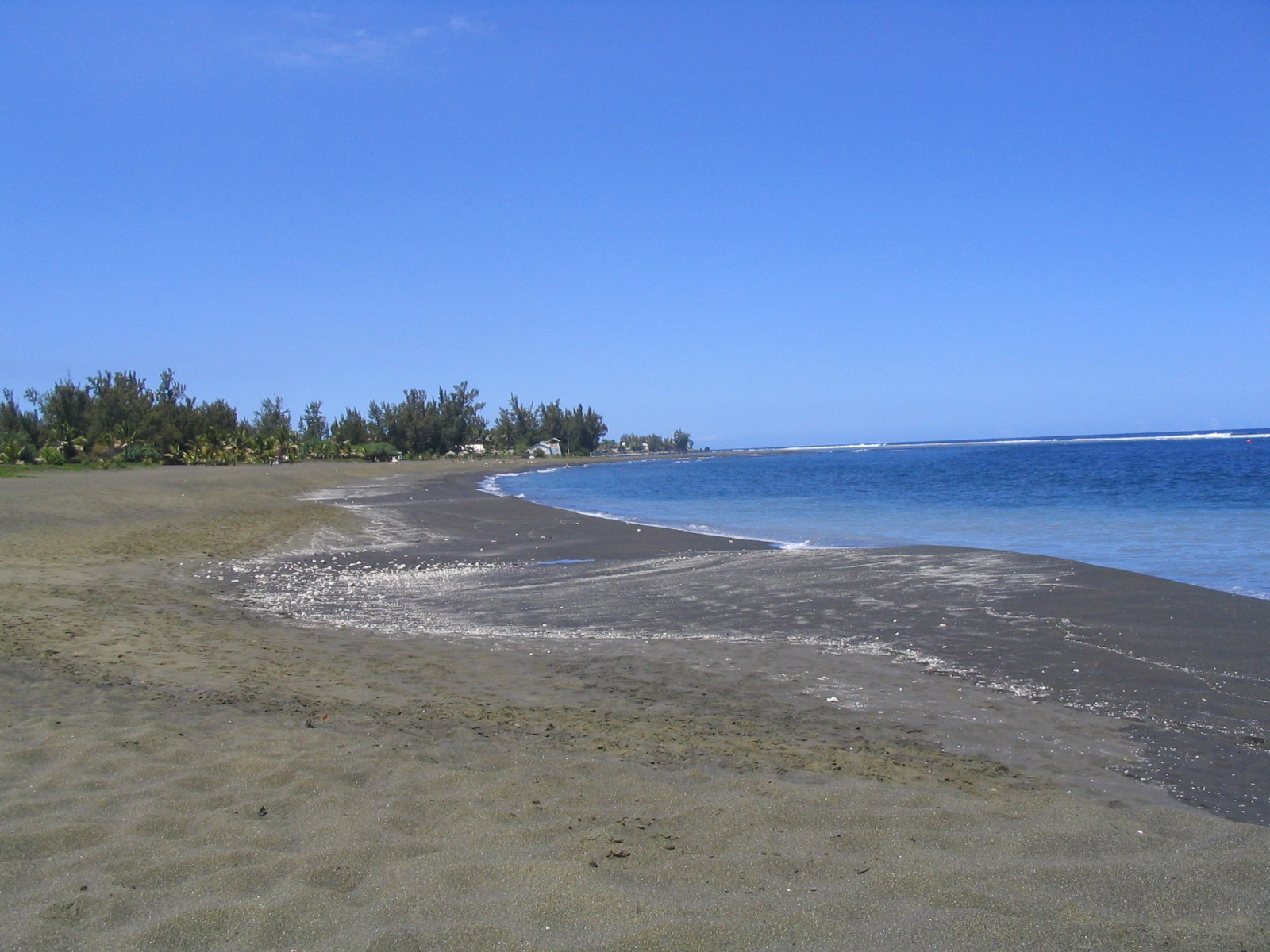
La plage de L'Étang-Salé
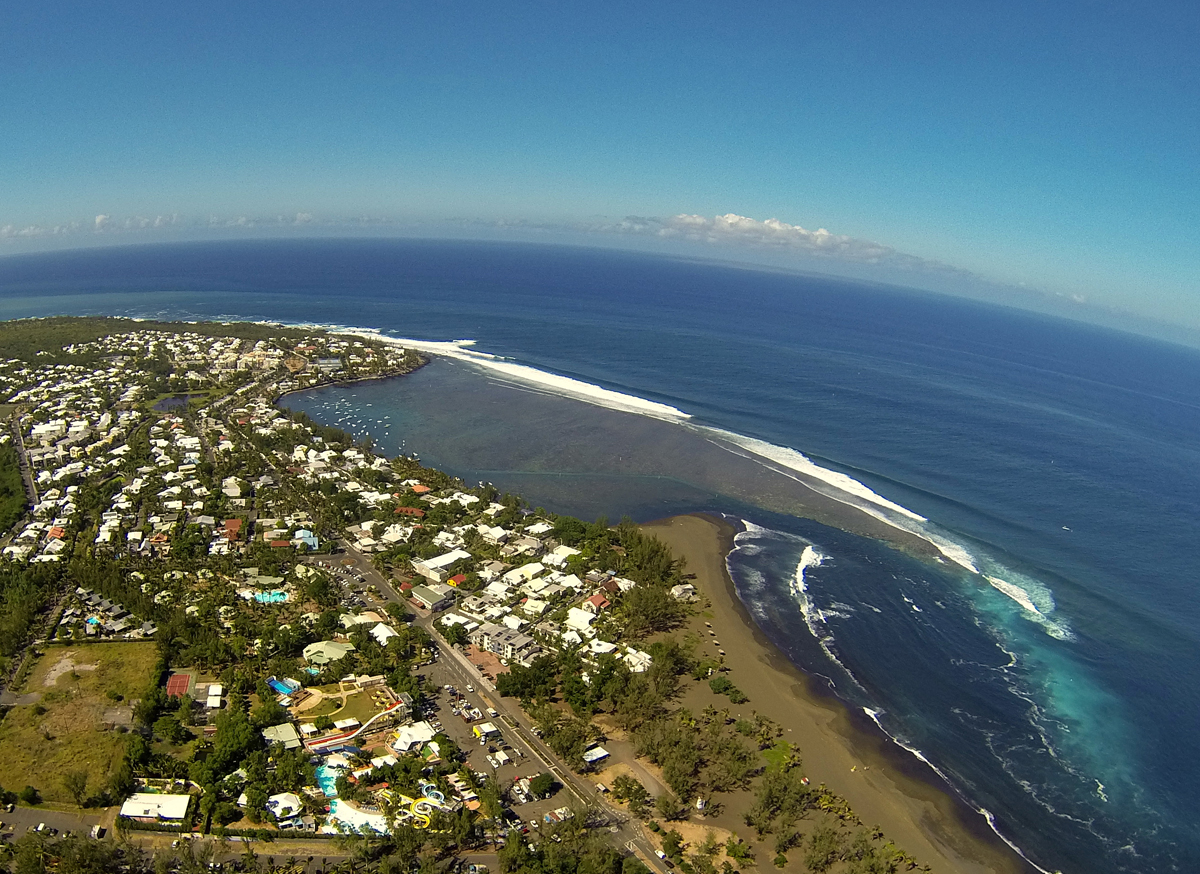
Le lagon de L'Étang-Salé vu du ciel.
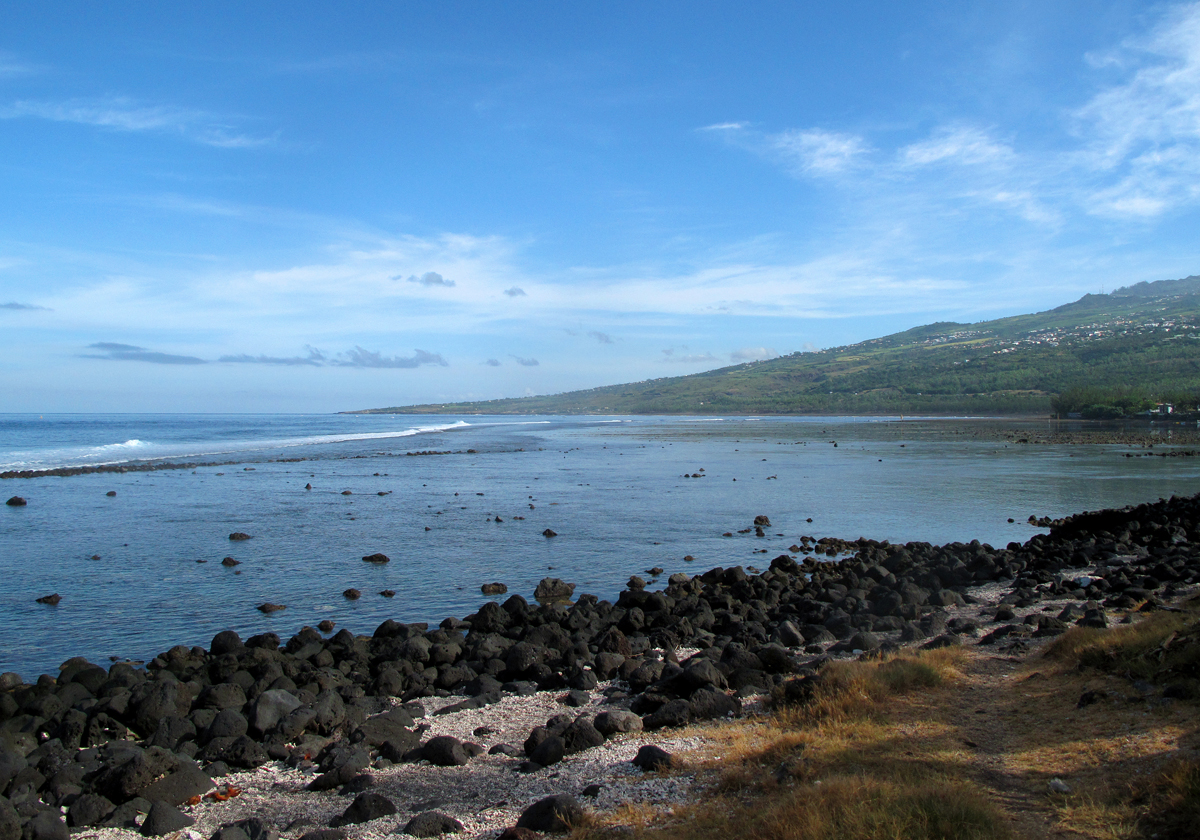
Le lagon de l'Étang Salé à marée basse.
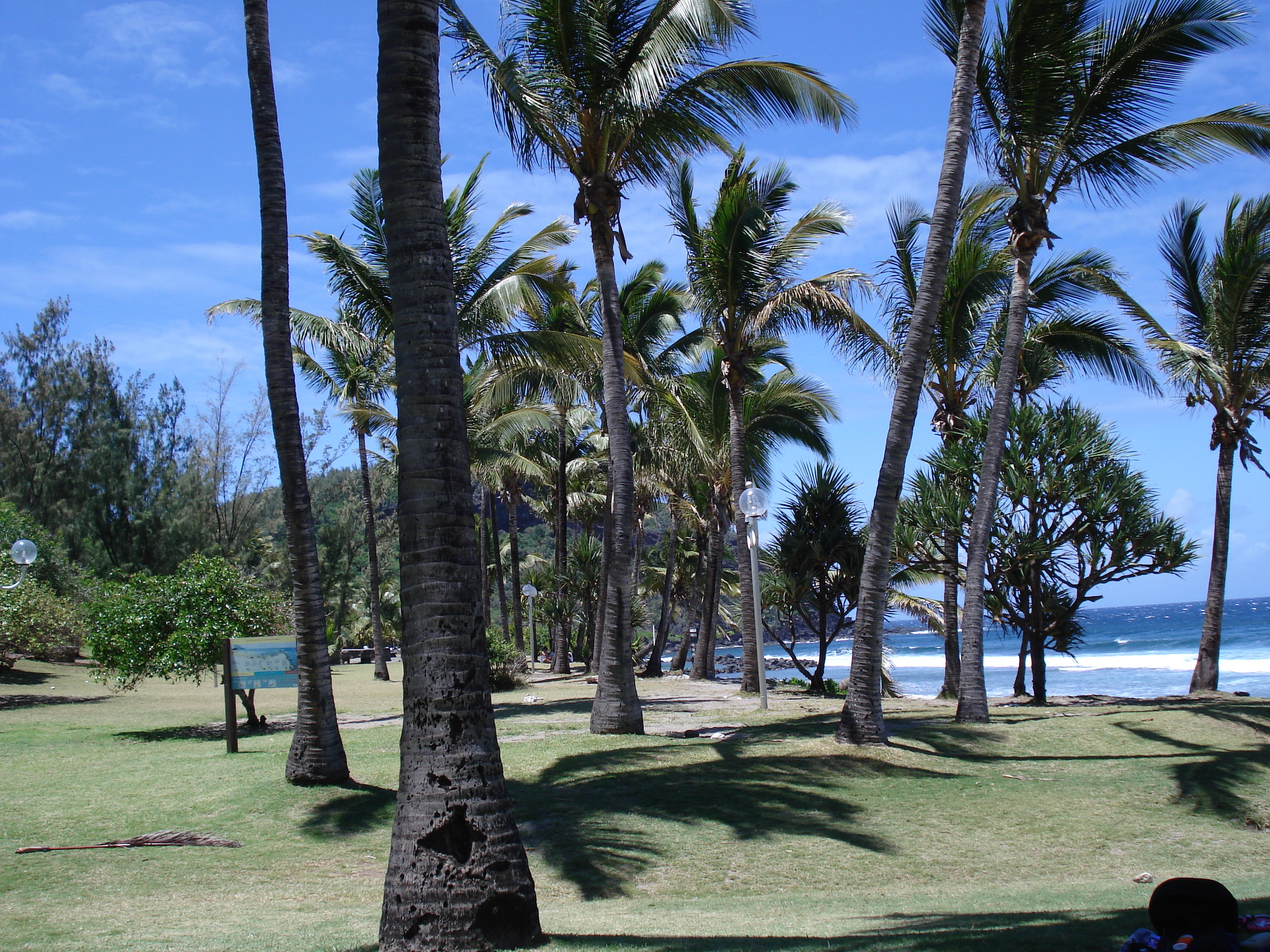
La plage de Grande Anse
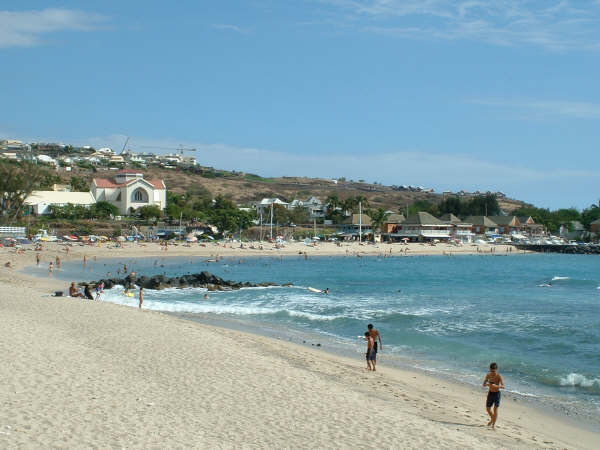
La plage des Roches Noires
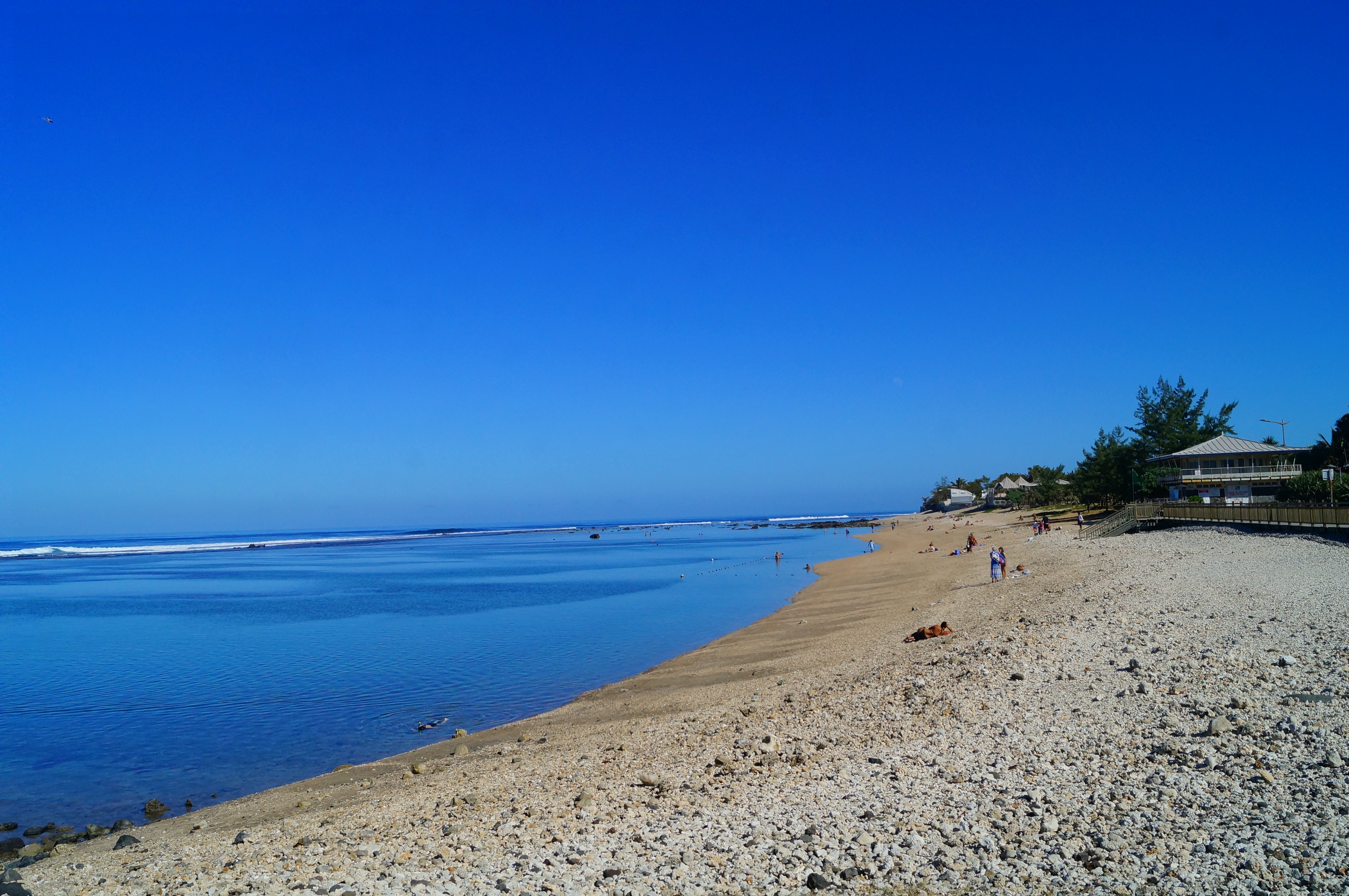
La plage de Saint-Pierre
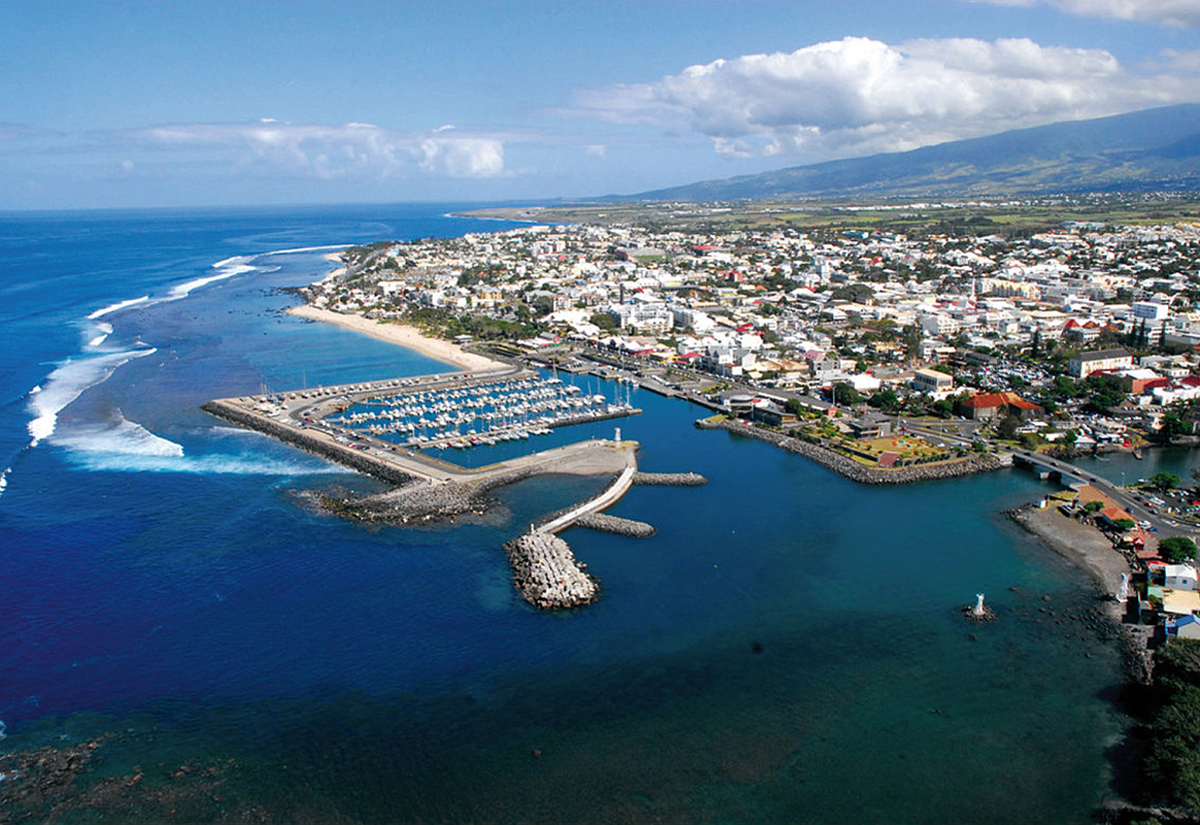
Le début du lagon de Saint-Pierre.
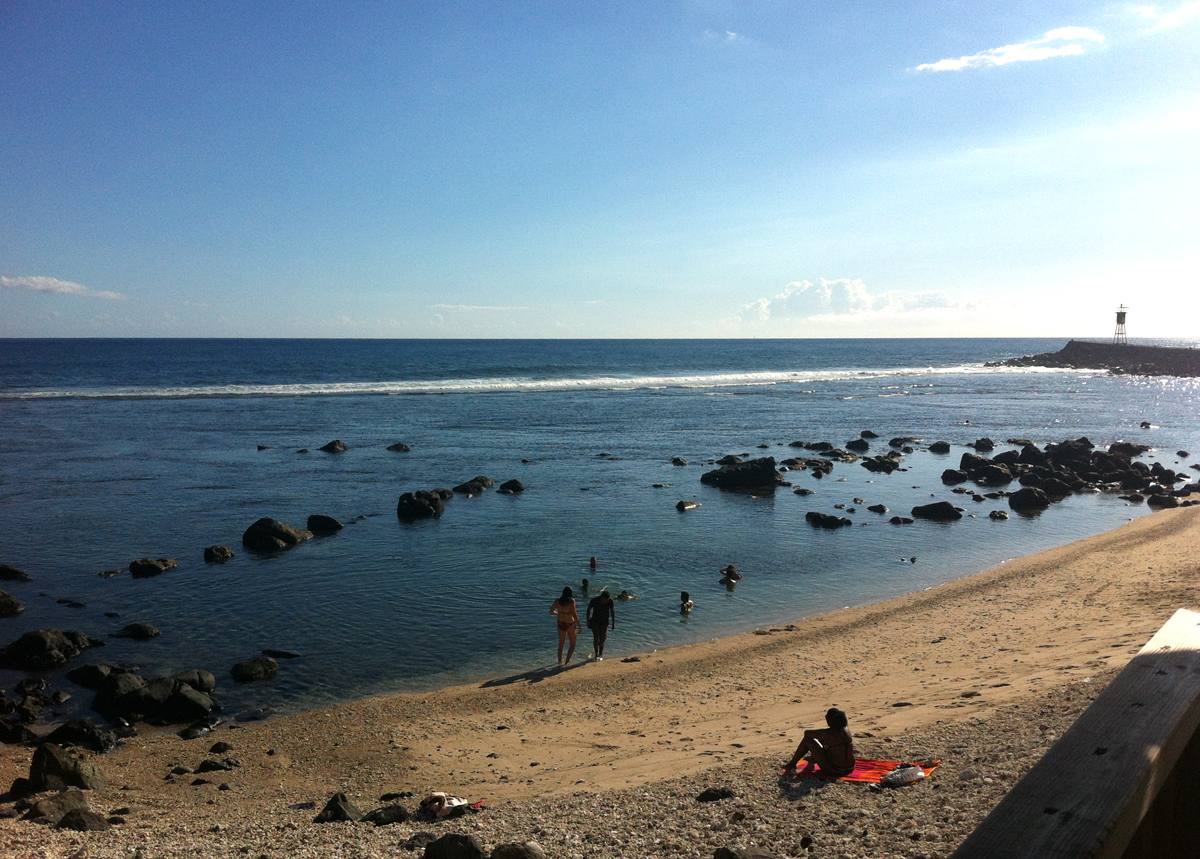
L’extrémité sud du lagon de Saint-Pierre, à Terre Sainte.
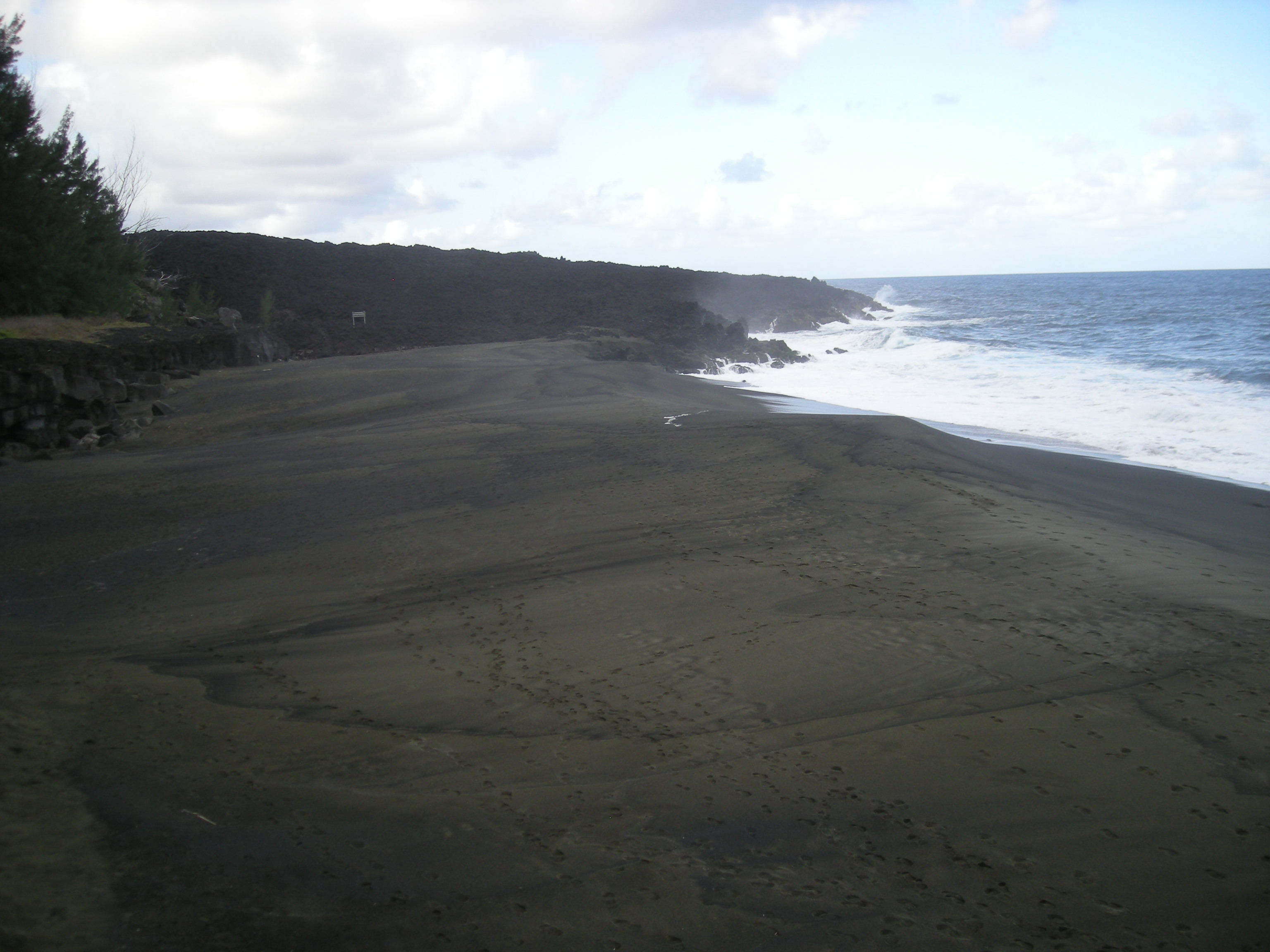
La plage du Tremblet